# Partenavia Alpha
El Partenavia P.70 Alpha fue un entrenador acrobático ligero italiano de dos asientos de la década de 1970, diseñado por Luigi Pascale y construido por Partenavia.

## Diseño y desarrollo
El Alpha era un monoplano de ala baja con un tren de aterrizaje triciclo fijo y propulsado por un motor de motor Rolls-Royce Continental O-200-A. El Alpha voló por primera vez el 24 de abril de 1972, pero sólo se construyó un ejemplar y no entró en producción porque la empresa estaba más preocupada en producir el Partenavia P.68.

## Especificaciones
Referencia datos: Jane's All the World's Aircraft 1973-74

### Características generales
- Tripulación: Uno (piloto)
- Capacidad: Un pasajero
- Longitud: 7,1 m (23,2 ft)
- Envergadura: 8,5 m (27,9 ft)
- Altura: 3 m (9,8 ft)
- Superficie alar: 11,6 m² (124,9 ft²)
- Peso vacío: 480 kg (1057,9 lb)
- Peso cargado: 700 kg (1542,8 lb)
- Planta motriz: 1× motor bóxer de 4 cilindros refrigerado por aire Rolls-Royce Continental O-200-A.
  - Potencia: 75 kW (103 HP; 102 CV)
- Hélices: Bipala de paso fijo

### Rendimiento
- Velocidad máxima operativa (Vno): 225 km/h (140 MPH; 121 kt)
- Velocidad crucero (Vc): 210 km/h (130 MPH; 113 kt)
- Alcance: 880 km (475 nmi; 547 mi)
- Techo de vuelo: 4000 m (13 123 ft)
- Régimen de ascenso: 4 m/s (787 ft/min)
- Límites g: +6/-3

## Aeronaves relacionadas

### Desarrollos relacionados
- Vulcanair V1.0

### Aeronaves similares
- Cessna 172
- Cessna 150

### Secuencias de designación
- Secuencia P._ (interna de Partenavia): ← P.64 - P.66 - P.68 - P.70 - P.86